# قريوطاوية
قريوطاوية (الاسم العلمي: Caryoteae) هي قبيلة نباتية تتبع فصيلة الفوفلية من رتبة الفوفليات.

## أجناس
تضم هذه القبيلة ثلاثة أجناس هم:
- القريوطة أو ذيل السمكة (الاسم العلمي: Caryota)
- الأرينجة أو نخيل السكر (الاسم العلمي: Arenga)
- الواليشية (الاسم العلمي: Wallichia)